# Alfiero Alfieri
Alfiero Alfieri nome d’arte di Alfiero Paliani (Roma, 6 ottobre 1942 – Roma, 28 agosto 2019) è stato un attore italiano.

## Biografia
Artista fin da bambino e allievo di Aldo Fabrizi, con la sua carriera cinquantennale fu uno degli attori più prolifici del teatro dialettale romano. Erano note al pubblico capitolino, e non, le sue versioni de Il malato immaginario di Molière e de Il Marchese del Grillo, oltre a varie commedie originali. Partecipò, nel ruolo del sacerdote, ai film Viaggi di nozze e Grande, grosso e Verdone di Carlo Verdone. Nel 2010 vinse il premio “Sette Colli”. 
Era sposato e aveva tre figli.
È morto il 28 agosto 2019 al Policlinico Agostino Gemelli di Roma all'età di 77 anni; la camera ardente venne allestita il 31 agosto al Campidoglio e i funerali vennero celebrati alle 15 dello stesso giorno nella Basilica di Santa Maria in Montesanto, conosciuta come la Chiesa degli Artisti a Piazza del Popolo e le sue spoglie riposano nel Cimitero comunale di Monterosi.

## Filmografia
- Viaggi di nozze, regia di Carlo Verdone (1995)
- Grande, grosso e Verdone, regia di Carlo Verdone (2008)